# Tarlatamab
Tarlatamab, được bán dưới nhãn hiệu Imdelltra, là một loại thuốc chống ung thư được sử dụng để điều trị ung thư phổi tế bào nhỏ. Đây là một chất gắn tế bào T đặc hiệu kép (gắn tế bào T nhị hiệu, BiTE) liên kết với phối tử giống delta 3 (delta-like ligand 3, DLL3) và CD3.
Các phản ứng phụ thường gặp nhất gồm hội chứng giải phóng cytokine, mệt mỏi, sốt, rối loạn vị giác, chán ăn, đau cơ xương khớp, táo bón, thiếu máu và buồn nôn.
Thuốc đã được phê duyệt để sử dụng trong y tế tại Hoa Kỳ vào tháng 5 năm 2024. Ngày 16 tháng 5 năm 2024, thuốc tarlatamab-dlle (bán với tên thương mại là Imdelltra) được FDA phê duyệt. Nhà sản xuất Amgen cho biết giá thuốc ở Mỹ là 31.500 USD cho chu kỳ điều trị đầu tiên, 30.000 USD cho lần truyền bổ sung.

## Chỉ định
Tarlatamab được chỉ định để điều trị cho người lớn bị ung thư phổi tế bào nhỏ giai đoạn lan rộng, bệnh vẫn tiến triển trong hoặc sau quá trình hóa trị liệu bằng hóa chất chứa platin.

## Tác dụng phụ
Thuốc có cảnh báo đặc biệt (boxed warning) về hội chứng giải phóng cytokine (CRS) nghiêm trọng, đe dọa tính mạng và độc tính thần kinh: hội chứng độc tính thần kinh liên quan đến tế bào tác động miễn dịch, (immune effector cell-associated neurotoxicity syndrome, ICANS).
Các phản ứng phụ thường gặp gồm hội chứng giải phóng cytokine, mệt mỏi, sốt, rối loạn vị giác, chán ăn, đau cơ xương khớp, táo bón, thiếu máu và buồn nôn. Các bất thường trên xét nghiệm hay gặp gồm giảm số lượng tế bào lympho, hạ natri máu, tăng acid uric máu, giảm số lượng bạch cầu trung tính, giảm huyết sắc tố, tăng thời gian thromboplastin từng phần hoạt hóa (aPTT) và hạ kali máu.

## Lịch sử thuốc
Hiệu quả đã được đánh giá ở 99 người tham gia nghiên cứu có mắc bệnh ung thư phổi tế bào nhỏ giai đoạn lan tràn tái phát/ít đáp ứng hoặc bệnh tiếp tục tiến triển sau liệu trình hóa trị liệu bằng hóa chất chứa platin. Các bệnh nhân này đã đăng ký tham gia nghiên cứu DeLLphi-301 [NCT05060016], đây là một nghiên cứu nhãn mở, đa trung tâm, đa thuần tập. Những người tham gia có di căn não có triệu chứng, bệnh phổi kẽ hoặc viêm phổi không nhiễm trùng và suy giảm miễn dịch tiến triển đã bị loại trừ. Những người tham gia được dùng tarlatamab cho đến khi bệnh tiến triển hoặc độc tính không thể chấp nhận được.
Cơ quan Quản lý Thực phẩm và Dược phẩm Hoa Kỳ (FDA) đã cấp phép sử dụng tarlatamab theo quy trình cấp phép liệu pháp đột phá (breakthrough therapy), xem xét ưu tiên (priority review) và thuốc mồ côi (orphan drug, thuốc chỉ dùng để điều trị bệnh hiếm gặp).

## Xã hội và văn hoá

### Tên thuốc
Tarlatamab là tên không độc quyền quốc tế và Tên được Hoa Kỳ thông qua.